# Inawentu
Inawentu („napodobitel“) byl rod sauropodního dinosaura z kladu Lithostrotia, který žil v období pozdní křídy (věk santon, asi před 85 miliony let) na území argentinské Patagonie.

## Objev a popis
Fosilie tohoto sauropoda byly objeveny v sedimentech bohatého geologického souvrství Bajo de la Carpa na území argentinské provincie Neuquén. Nejvýznamnějším objevem je prakticky kompletní krční páteř a téměř kompletní lebka, která je u těchto dinosaurů objevována jen vzácně. Nález fosilie byl poprvé prezentován na konferenci v roce 2016, formálně byl ale popsán až koncem roku 2023. Rodové jméno dinosaura odkazuje k jeho podobnosti se zástupci čeledi Rebbachisauridae (se kterými nebyl blízce příbuzný, měl ale podobně hranatou čelist), druhové lze přeložit jako "široká tlama".
Mezi nejbližší vývojové příbuzné tohoto sauropoda patřily rody Antarctosaurus a Bonitasaura.